# Еспланта-Вазей
Еспланта-Вазей (фр. Esplantas-Vazeilles) — муніципалітет у Франції, у регіоні Овернь-Рона-Альпи, департамент Верхня Луара. Еспланта-Вазей утворено 1 січня 2016 року шляхом злиття муніципалітетів Еспланта i Вазей-пре-Сог. Адміністративним центром муніципалітету є Еспланта. Населення — 126 осіб (01.01.2021).